# 哈茨山区诺伊施塔特
哈茨山区诺伊施塔特（德語：Neustadt/Harz），简称诺伊施塔特（德語：Neustadt，發音：[ˈnɔʏʃtat] ⓘ），是德国图林根州诺德豪森县曾经的一个市镇，面积11.47平方千米，2022年12月31日人口为1,147人。2018年7月6日，哈茨山区诺伊施塔特与另外2个市镇并入市镇哈茨托尔。